# Arild Midthun
Arild Midthun (født 6. maj 1964 i Bergen) er en norsk tegner af Anders And-tegneserier.
Han tegner ofte den første - og ofte gode historie i bladet, og tegner også tit de længere fortsatte historier. Forsider og andet illustrationsarbejde, som tegning af den årlige julekalender i Anders And & Co., er også tit blandt hans opgaver.